# Filipijnse buisneusvleerhond
De Filipijnse buisneusvleerhond (ook wel Filipijnse buisneusvleermuis) (Nyctimene rabori) is een vleerhond uit het geslacht Nyctimene die voorkomt op de Filipijnse eilanden Cebu, Negros en Sibuyan en op Karakelong in de Talaud-eilanden (Indonesië). De soort komt voor in laaglandregenwoud en is gevonden tot op 1300 m hoogte. Deze buisneusvleermuis is nu overal zeldzaam; in 1998 werd gesuggereerd dat de soort, in ieder geval op Negros, binnen tien jaar zou uitsterven.
De groothoofdbuisneusvleerhond (N. cephalotes) is de nauwste verwant van deze soort. N. rabori is groter dan N. cephalotes, maar verder zijn er weinig verschillen. De geïsoleerde populatie op de Talaudeilanden, die kortere oren heeft dan de Filipijnse populatie, zou een aparte ondersoort kunnen vertegenwoordigen. Daar bedraagt de voorarmlengte 62,8 tot 78,5 mm, de oorlengte 15,4 tot 16,4 mm (tegen 18 tot 21 mm in de Filipijnen) en de schedellengte 33,7 tot 35,8 mm.
Nyctimene aello · Nyctimene albiventer · Groothoofdbuisneusvleerhond (Nyctimene cephalotes) · Nyctimene certans · Nyctimene cyclotis · Nyctimene draconilla · Nyctimene keasti · Grote buisneusvleerhond (Nyctimene major) · Nyctimene malaitensis · Nyctimene masalai · Nyctimene minutus · Filipijnse buisneusvleerhond (Nyctimene rabori) · Robinsonbuisneusvleerhond (Nyctimene robinsoni) · Nyctimene sanctacrucis · Nyctimene vizcaccia